# Шилекша (река, впадает в Горьковское водохранилище)
Шилекша — река в Нижегородской области России.

## Общие сведения
Протекает в северо-западном направлении по территории Сокольского района. Впадает в Унжинский залив Горьковского водохранилища на Волге, до образования которого впадала в реку Унжу в 20 км от её устья по левому берегу. Длина реки составляет 11 км.
Система водного объекта: Горьковское водохранилище → Волга → Каспийское море.

## Данные водного реестра
По данным государственного водного реестра России относится к Верхневолжскому бассейновому округу, водохозяйственный участок реки — Унжа от истока до устья, речной подбассейн реки — Бассейн притоков Волги ниже Рыбинского водохранилища до впадения Оки. Речной бассейн реки — (Верхняя) Волга до Куйбышевского водохранилища (без бассейна Оки).
Код объекта в государственном водном реестре — 08010300312110000016867.